# Small-Scale Experimental Machine

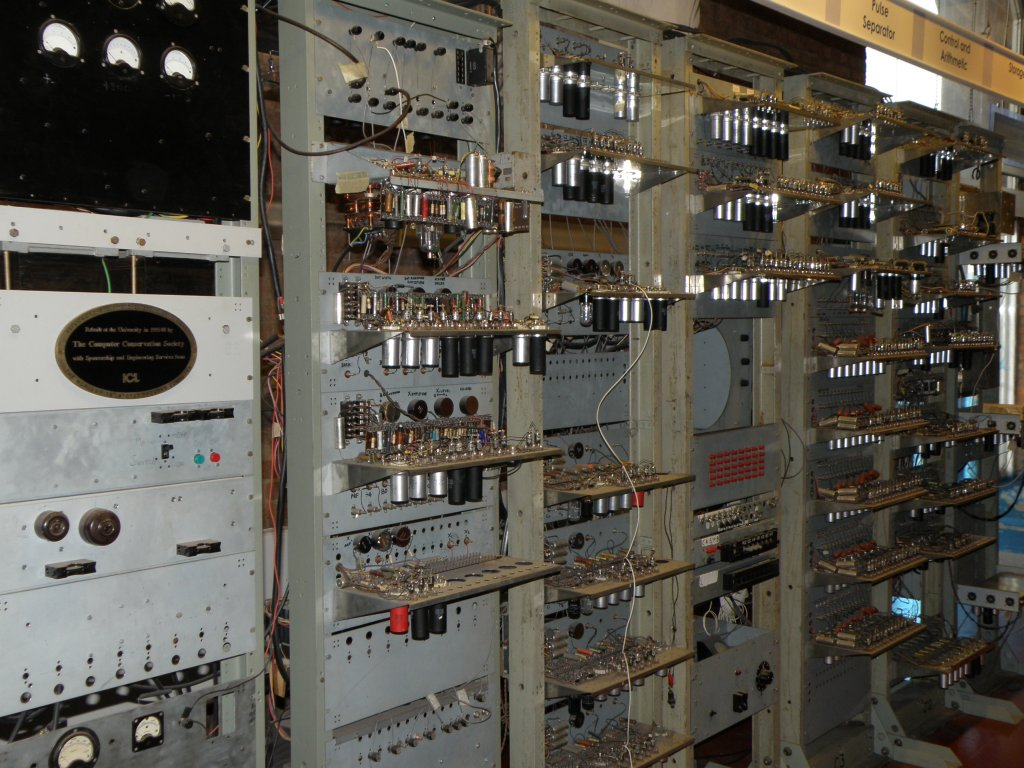
Replika pierwszego komputera z programem przechowywanym w pamięci. Museum of Science and Industry w Manchesterze w Wielkiej Brytanii.

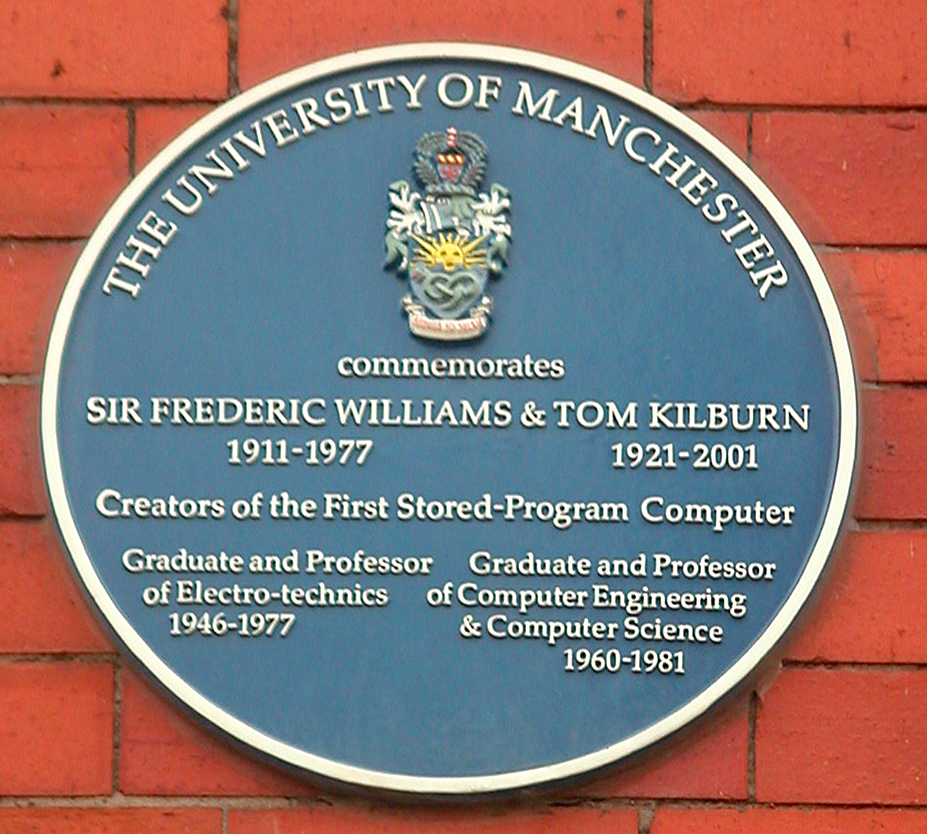
Tablica upamiętniająca Frederica Williamsa i Toma Kilburna na uniwersytecie w Manchesterze.

Manchester Small-Scale Experimental Machine (SSEM), o przydomku Baby – pierwszy komputer oparty na architekturze von Neumanna, na którym 21 czerwca 1948 r. uruchomiono zapisany w pamięci komputera program. Został on opracowany przez prof. Frederica C. Williamsa i Toma Kilburna na uniwersytecie w Manchesterze.
SSEM został rozwinięty do modelu Manchester Mark I, z którego wywodzi się Ferranti Mark I, pierwszy komercyjny komputer ogólnego przeznaczenia. W tym samym czasie w University of Cambridge Mathematical Laboratory powstawał komputer EDSAC.